# Własność lokalna
Własność lokalna – własność, która zachodzi intuicyjnie dla dostatecznie lub dowolnie małego otoczenia punktów.

## Pojedyncze przestrzenie
O przestrzeni topologicznej mówi się, że spełnia daną własność lokalnie, jeśli własność ta spełniona jest „blisko” każdego z punktów w jednym z następujących, różnych znaczeń:
- każdy z punktów ma otoczenie, w którym spełniona jest ta własność;
- każdy z punktów ma bazę otoczeń zbiorów spełniających tę własność.

W ogólności drugie ze znaczeń jest silniejsze niż pierwsze, przez co należy z uwagą rozróżniać oba pojęcia. Przykładowo niektóre z wariantów definicji lokalnej zwartości powstają na podstawie różnych znaczeń terminu lokalnie.
Można wyróżnić m.in. przestrzenie topologiczne:
- lokalnie zwarte,
- lokalnie spójne i lokalnie drogowo spójna,
- lokalnie Hausdorffa, lokalnie regularna, lokalnie normalna itd.,
- lokalnie metryzowalne.

## Pary przestrzeni
Mając pewne pojęcia równoważności (np. homeomorfizm, dyfeomorfizm, izometria) między przestrzeniami topologicznymi mówi się, że dwie przestrzenie są lokalnie równoważne, jeżeli każdy punkt pierwszej z nich ma otoczenie, które jest równoważne z pewnym otoczeniem drugiej przestrzeni.
Przykładowo okrąg i prosta bardzo się od siebie różnią: nie można rozciągnąć okręgu tak, by wyglądał jak prosta, ani ścisnąć prostej tak, by mieścił się na okręgu bez przerw, czy nałożeń. Mimo to można rozciągnąć i spłaszczyć małą część (łuk) okręgu, by wyglądał tak jak mała część (odcinek) prostej. Z tego powodu można powiedzieć, że okrąg i prosta są lokalnie równoważne.
Podobnie lokalnie równoważne są sfera i płaszczyzna. Dostatecznie mały obserwator stojący na powierzchni sfery (np. osoba na Ziemi) mógłby nie odróżnić jej od płaszczyzny.

## Grupy nieskończone
Dla grup nieskończonych przyjmuje się, że „małe otoczenie” oznacza podgrupę skończenie generowaną. O grupie nieskończonej mówi się, że jest lokalnie W (spełnia lokalnie własność W), jeżeli dla każdej skończenie generowanej podgrupy jest W (spełnia własność W). Przykładowo grupa jest lokalnie skończona, jeżeli każda podgrupa skończenie generowana jest skończona. Grupa jest lokalnie rozwiązalna, jeżeli każda skończenie generowana podgrupa jest rozwiązalna.

## Grupy skończone
Dla grup skończonych przez „małe otoczenie” rozumie się podgrupę zdefiniowaną w terminach liczby pierwszej {\displaystyle p,} zwykle podgrupy lokalne, czyli normalizatory nietrywialnych p-podgrup. Dana własność jest lokalna, jeżeli może być wyodrębniona z podgrup lokalnych. Własności globalne i lokalne stanowiły znaczącą część wczesnych prac nad klasyfikacja skończonych grup prostych podczas lat 60. XX wieku.

## Pierścienie przemienne
Dla pierścieni przemiennych idee geometrii algebraicznej czynią naturalnym rozumienie „małego otoczenia” pierścienia jako lokalizacji w ideale pierwszym. O danej własność mówi się, że jest spełniona lokalnie, jeśli może być wyodrębniona z pierścieni lokalnych. Przykładowo bycie modułem płaskim nad pierścieniem przemiennym jest własnością lokalną, ale bycie modułem wolnym już nie (zob. lokalizacja modułu).